# District de Komárno
Le district de Komárno est l'un des 79 districts de Slovaquie dans la région de Nitra.

## Démographie

### Évolution de la population
| Année:               | 1994.   | 2004.   | 2014.   | 2024.   |
| -------------------- | ------- | ------- | ------- | ------- |
| Nombre de personnes: | 109 329 | 107 290 | 103 360 | 98 829  |
| Différence:          |         | -1,86 % | -3,66 % | -4,38 % |

| Année:               | 2023.  | 2024.   |
| -------------------- | ------ | ------- |
| Nombre de personnes: | 99 273 | 98 829  |
| Différence:          |        | -0,44 % |

## Liste des communes
Source :

### Ville
- Komárno
- Hurbanovo
- Kolárovo

### Villages
Bajč | Bátorove Kosihy | Bodza | Bodzianske Lúky | Brestovec | Búč | Čalovec | Číčov | Dedina Mládeže | Dulovce | Holiare  | Chotín | Imeľ | Iža | Kameničná | Klížska Nemá   | Kravany nad Dunajom | Lipové | Marcelová | Martovce | Moča | Modrany | Mudroňovo | Nesvady | Okoličná na Ostrove | Patince | Pribeta | Radvaň nad Dunajom | Sokolce | Svätý Peter | Šrobárová | Tôň | Trávnik | Veľké Kosihy | Virt | Vrbová nad Váhom | Zemianska Olča | Zlatná na Ostrove